# Adolf Kjellström
Adolf Vilhelm Kjellström, född den 3 oktober 1834 i Örebro, död den 13 april 1932, var en svensk arkitekt.

## Biografi

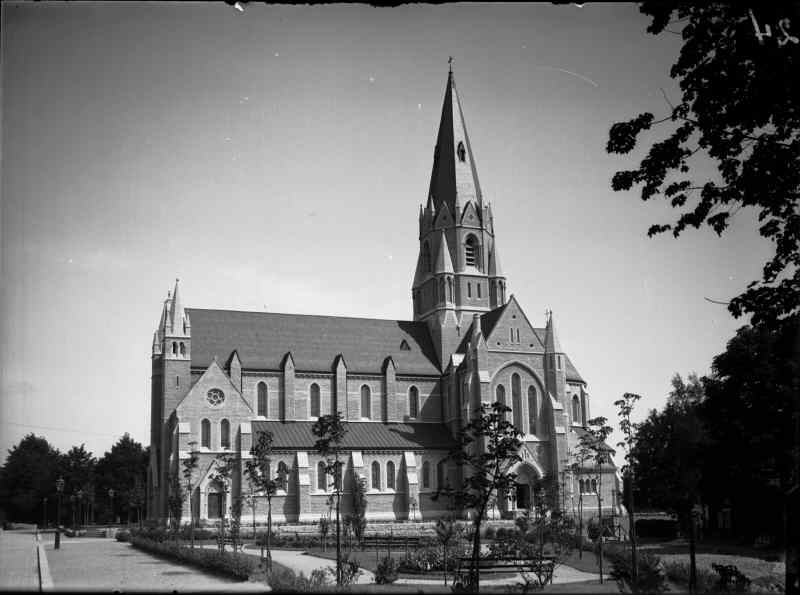
Olaus Petri kyrka

Han studerade vid Teknologiska institutet i Stockholm 1852–55, och blev senare lärare där. Under åren 1877–1901 var han lektor i byggnadskonst på Tekniska elementarskolan i Örebro. Han bedrev också egen arkitektverksamhet och egen stenhuggeriverkstad och -skola 1880–87 i Örebro. Detta utvecklingsarbete för användning av natursten i byggnader var av betydelse för svensk arkitektur.
Han kom att påverka utseendet av flera offentliga byggnader i Örebro, bl.a. Örebro slott och Nikolaikyrkan. Genom flera studieresor till England påverkades han av den engelska nygotiken, och användandet av natursten, främst kalksten, som byggnadsmaterial. Ett av hans stora projekt var byggandet av en kyrka, senare benämnd Olaus Petrikyrkan, i den norra stadsdelen i Örebro 1864–99. Långt innan ett formellt beslut hade fattats i frågan, hade Kjellström införskaffat mark, gjort ritningar, och börja hugga upp kalksten hemma på sin egen tomt.
Även om Kjellströms byggnadsstil med all säkerhet var omtyckt av samtiden, finns det även kritiker. En av hans största kritiker var länsantikvarien Bertil Waldén, som dock strax före sin död 1963 gav Kjellström ett erkännande. Fritz von Dardel, överintendent, ansåg att Kjellström lyckats med restaurering av både Floda kyrka (1885–88) och Nikolaikyrkan (1908–12) på "ett intelligent sätt", men samtidigt kallade han Kjellström för "amatörarkitekt".
Kjellström blev korresponderande ledamot av Vitterhetsakademin 1909 och RVO.
Hjalmar Bergman skrev på detta sätt om Kjellström:
| ”                                                                                                | Elgéri verkliga hobby – för att tala nutidssvenska om gamla ting – var kyrkan. Där hade han ett kelbarn gemensamt med sin vän den nu nittiofemårige lektorn och arkitekten Kjellström, den senare »andlig byggherre», om jag så må säga, till Nikolaikyrkans och slottets restaurering samt Olaus Petrikyrkans nybygge. Troligen har väl även den gamle »tekniske lektorn» haft del i sin skolas präktiga nya hus. De goda borgarna begrepo icke alltid Kjellströms arkitektur, men lektorn drev som oftast sin vilja igenom just som en upplyst despot. | „ |
| – Ur Örebrobekanta och bekanta örebroare (publicerad i Svenska Turistföreningens årsskrift 1930) | |   |

Adolf Kjellström var far till Olof Kjellström (1863–1953).
Han tilldelades Litteris et Artibus 1865.

## Byggnadsverk
- Nikolaikyrkan Örebro, restaurering inkl. nytt torn 1863–1900.
- Pumphuset på Våghustorget, Örebro, 1872. Byggnadsminne sedan 15 september 2000.[5]
- Örebro gamla skola, nuvarande Nikolai församlingshem, Örebro, ombyggnad 1875–76.
- Villa (Adolf Kjellströms egen bostad), Nygatan 51, Örebro, 1879. I privat ägo. Byggnadsminne sedan 14 oktober 2005.[6]
- Nikolaiskolan, Trädgårdsgatan 12, 1882 (nu riven).
- Floda kyrka i Södermanland, (tillsammans med Axel Herman Hägg), restaurering 1885–88.
- Vasatorget, Örebro, utformning av torget, 1888.
- Örebro slott, ombyggnad och ny fasad (tillsammans med Thor Thorén), 1897–1900.
- Tekniska skolan, Örebro, tillsammans med Ludvig Peterson 1898–1901.
- Olaus Petrikyrkan, Örebro (tillsammans med Axel Herman Hägg) 1908–12.
- Rudbecksgatan 5, Örebro. Flerfamiljshus. Revs i mitten av 1970-talet när Västra centrumleden drogs fram.

## Bilder

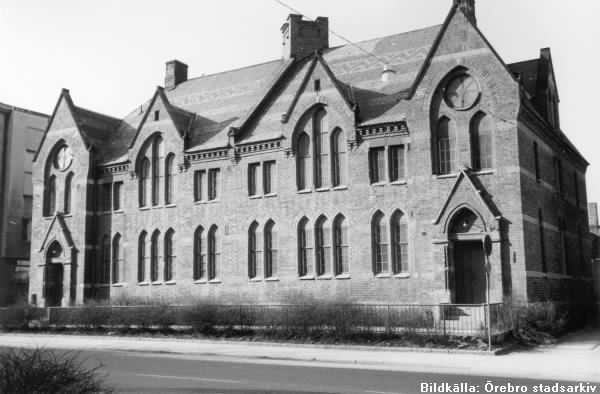
Nikolaiskolan i Örebro
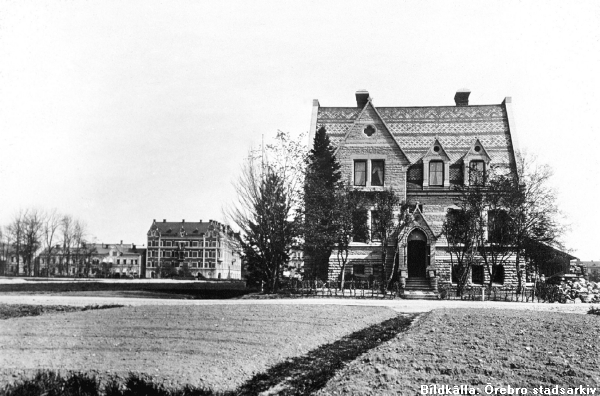
Adolf Kjellströms hus, Nygatan 51
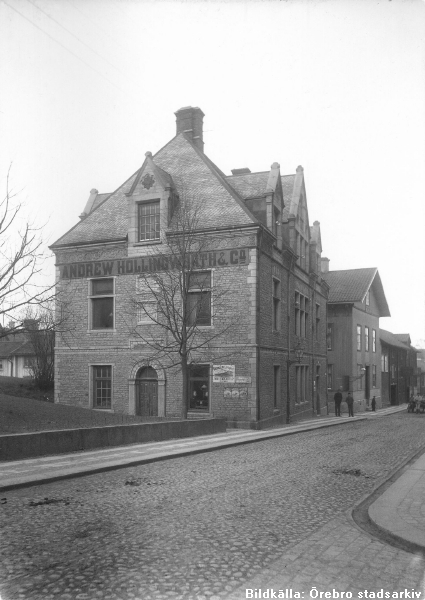
Nikolai församlingshem
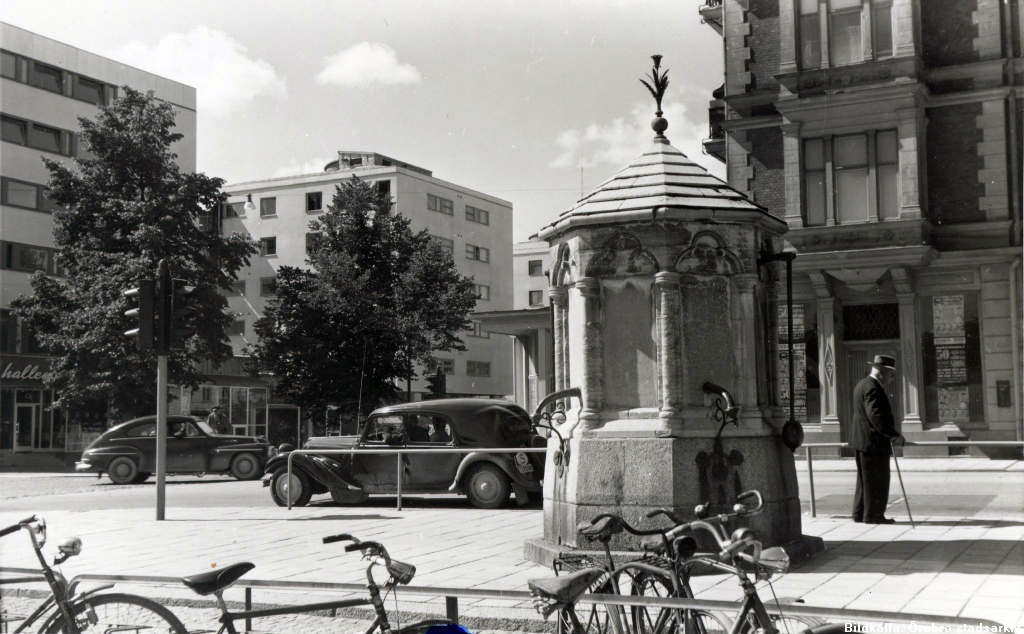
Pumphuset, Örebro
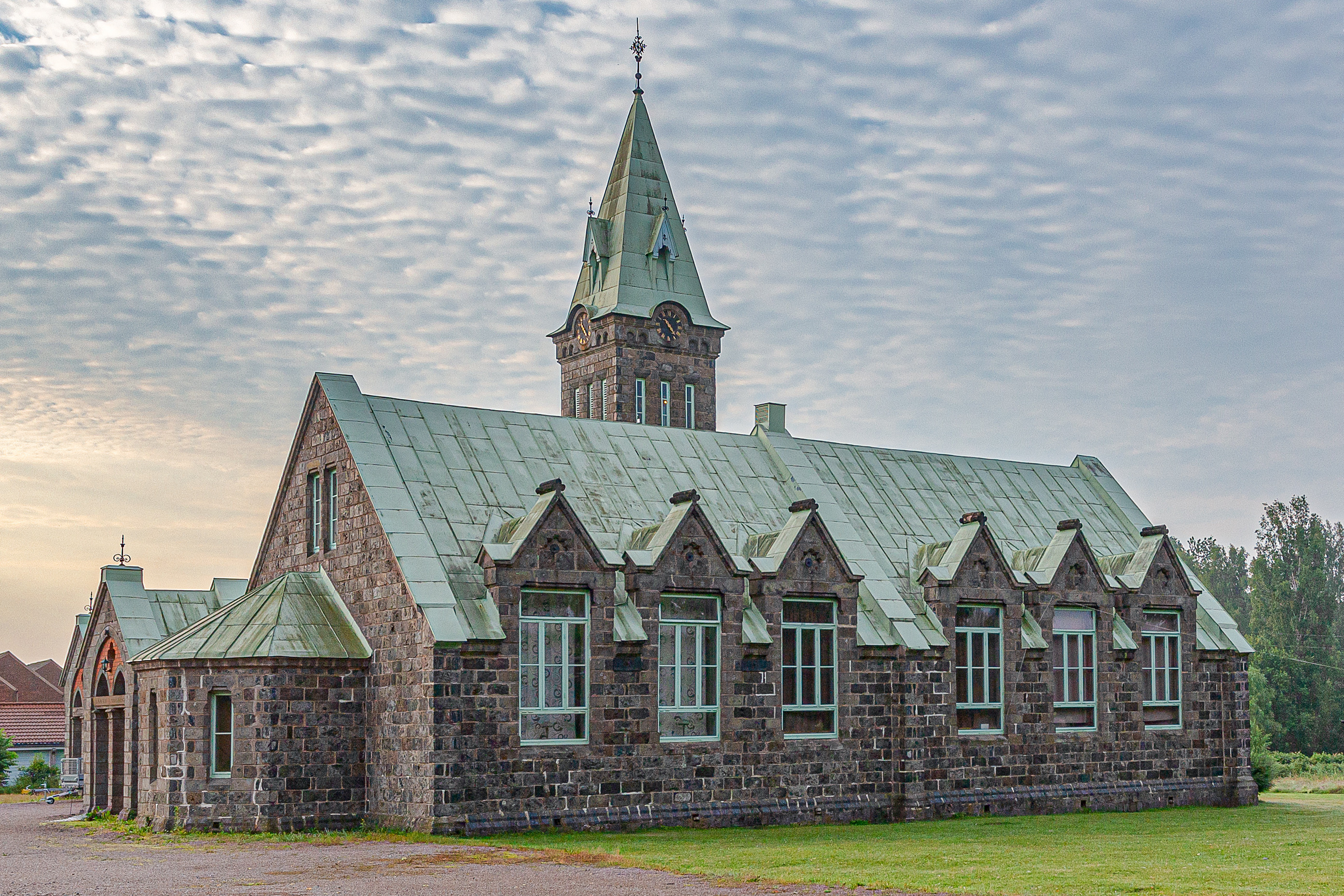
Klosterskolan, Avesta